# 當C遇上G7
《當C遇上G7》（英語：When C goes with G7）是一部由新晉導演簡君晉執導，陳家樂、周永恆、陳康健、勞嘉怡及陳嘉寶主演的青春電影，於2013年10月27日在香港上映。插曲《只得一秒》由陳康健主唱。
該片入圍2013年香港亞洲電影節「香港首作」單元之一。

## 人物角色
| 演員   | 角色           | 備註 |
| ------ | -------------- | ---- |
| 陳家樂 | 阿迪           |      |
| 周永恆 | 阿輝           |      |
| 陳康健 | 阿仁           |      |
| 勞嘉怡 | 阿殷           |      |
| 陳嘉寶 | 學姊           |      |
| 劉振安 | 坦克仔         |      |
| 廖啟智 | 副校長         |      |
| 張致恆 | 坦克仔（成年） |      |
| 麥貝夷 | 同學           |      |